# Ernest Cline
Ernest Christy Cline (Ashland, Ohio; 29 de marzo de 1972) es un escritor de ciencia ficción, poeta slam y guionista de cine estadounidense. Es conocido por sus novelas Ready Player One y Armada.

## Biografía
Nació en 1972 en la localidad de Ashland en el estado de Ohio (Estados Unidos). Desde pequeño se aficionó al mundo de los ordenadores, aprendió BASIC y tuvo una Atari 2600. Además fue un aficionado de la ciencia ficción como Back to the Future, lo cual le ha marcado en sus libros, o le ha llevado a comprar un DMC DeLorean que modificó para que parezca una mezcla de varios vehículos de películas de ciencia ficción, al igual que el coche que tiene "Parzival" en su obra Ready Player One, a este vehículo lo llama ECTO 88. En 2010 vendió los derechos de la obra a Warner Bros, que en 2018 hizo una superproducción con la obra, con el propio Cline trabajando como uno de los guionistas.
Actualmente vive en Austin (Texas) con su mujer y su hija.

## Obra

### Novelas
Serie Ready Player One:
1. Ready Player One (2011)
2. Ready Player Two (2020),[2] con Steven Spielberg[3]

Independientes:
- Armada (2015)
- Bridge to Bat City (2024)

### Cuentos
- "The Omnibot Incident" (2014): cuento recopilado en la antología Robot Uprisings, editada por Daniel H. Wilson y John Joseph Adams.[4]

### Guiones
- Fanboys (2009), con Adam F. Goldberg
- Red vs. Blue, episodio "Mr. Red vs. Mr. Blue" (2016)
- Mystery Science Theater 3000, episodio "At the Earth's Core" (2017), con otros quince escritores
- Ready Player One (2018), con Zak Penn

### Poemas
- The Importance Of Being Ernest (2013)[5]

## Adaptaciones
- Ready Player One (2018), película dirigida por Steven Spielberg, basada en la novela Ready Player One